# Cud w celi nr 7
Cud w celi nr 7 (tur. 7. Koğuştaki Mucize) – turecki dramat filmowy z 2019 roku w reżyserii Mehmeta Ady Öztekina.

## Fabuła
Akcja filmu rozgrywa się w 1983 roku, podczas stanu wojennego, w małym mieście w Muğli, południowo-zachodniej prowincji Turcji. Głównymi bohaterami są Memo, który cierpi na niepełnosprawność umysłową, co w historii przedstawione jest, jakoby jego umysł był na poziomie rozwoju dziecka, oraz jego córka Ova, której matka nie żyje. Oboje mieszkają w małym domu z babcią Memo.
Memo pracuje jako pasterz i mimo niepełnosprawności próbuje prowadzić normalne życie. Żeby uszczęśliwić córkę, chce kupić jej plecak, który spodobał się jej na wystawie w sklepie. Nie udało się to jednak, ponieważ jedyną sztukę tego plecaka kupił kto inny, a otrzymała go inna dziewczynka, o imieniu Seda.
Kilka dni później dzieci podczas zabaw spotkały Memo. Wśród nich była Seda, która kpiła z Memo z powodu plecaka. Zaprowadziła go na urwisko, gdzie zaczęła się wspinać, mimo ostrzeżeń Memo. W pewnym momencie poślizgnęła się i uderzyła głową o skałę, przez co zmarła. Kiedy rodzice Sedy, w tym jej ojciec, dotarli na miejsce, zobaczyli Memo trzymającego dziewczynę na rękach. Natychmiast obwinili go o śmierć dziewczynki.
Jako że ojciec dziewczynki był wysokim rangą urzędnikiem, służby słuchały się jego poleceń. Memo został zmuszony do podpisania zeznania i trafił do więzienia. Kiedy odjeżdżał, krzyczał do swojej córki, że „Jednooki olbrzym to widział”. W więzieniu Memo uważany jest za mordercę dzieci, przez co jest bity przez współwięźniów. Denerwuje to ojca Sedy, który chce, aby Memo został powieszony, a nie pobity na śmierć. Rozkazuje więc więźniom, aby go nie krzywdzili.
W czasie kiedy Memo przebywa w więzieniu, Ova szuka dowodów na jego niewinność. Retrospekcja tłumaczy, że w słowach „Jednooki olbrzym to widział” chodziło o skałę w pobliżu miejsca zdarzenia. Ova znajduje tam obozowisko, a ostatecznie natrafia na człowieka, który był świadkiem wydarzenia. Jest to dezerter, który na skale ukrywał się przed obowiązkiem służby w armii.
Memo zostaje uznany za winnego morderstwa i skazany na śmierć, jednak kiedy inni więźniowie zdają sobie sprawę, że Memo jest niepełnosprawny umysłowo, stwierdzają, że werdykt jest niesprawiedliwy. Zyskują też do niego sympatię, a kiedy Memo próbuje chronić współwięźnia w walce na noże, w efekcie czego zostaje ranny, ten pomaga mu zobaczyć dziecko, zanim zostanie powieszony. Okazuje się, że uratowany przez niego Askorozlu posiada układy, dzięki którym przemyca Ovę do celi więziennej. Z powodu nieobecności Ovy jej prababcia dostaje zawału, przez co umiera.
Wracając z więzienia, Ova opowiedziała naczelnikowi więzienia, że odnalazła świadka wydarzenia. Przeszukał on kryjówkę dezerta, w której znalazł broń. Odnalazł go i przyprowadził do ojca Sedy, który go zastrzelił, kłamiąc później, że próbował uciec. Brak świadka oznaczał brak szans na obronę Memo przed karą śmierci.
Przed egzekucją dochodzi jednak do tajnego planu opracowanego przez Askorozlu wraz z naczelnikiem więzienia. Inny więzień o imieniu Yusuf Aga stracił córkę i jest przekonany, że ponosi za to winę. Uważa, że jego życie jest mniej wartościowe, a Ova potrzebuje Memo, gdyż inaczej pozostanie bez opiekuna. Postanawia więc umrzeć zamiast Memo.
Yusuf Aga za pośrenictwem naczelnika przekazuje Ovie metalowe pudełko zabawek, która ma być symboliczną pamiątką. Więzienni strażnicy w ostatniej chwili przed egzekucją zamieniają Memo na Yusufa Agę, natomiast ludzie powiązani z Askorozlu, którzy wcześniej przemycili Ovę do więzienia, uniemożliwiają ojcu Sedy dotarcie na egzekucję, blokując drogę poprzez insynuację wypadku.
Yusuf Aga zostaje powieszony zamiast Memo. Naczelnik twierdzi, że Yusuf Aga uciekł. Rozpoczynają się poszukiwania, w trakcie których naczelnik przemyca Memo do Ovy, aby wysłać ich oboje łodzią poza kraj. W ostatniej scenie, będącej epilogiem, ukazana jest dorosła Ova w sukni ślubnej, wciąż posiadająca pudełko zapałek.

## Obsada
- Aras Bulut İynemli jako Memo[3]
- Nisa Sofiya Aksongur jako mała Ova[3]
- Deniz Baysal jako nauczycielka Mine[4]
- Celile Toyon Uysal jako Fatma[5]
- İlker Aksum jako Askorozlu[5]
- Mesut Akusta jako Yusuf[5]
- Turdaer Okur jako podpułkownik Aydin[5]
- Sarp Akkaya jako kierownik Nail[5]
- Yıldıray Şahinler jako Hafiz[5]
- Deniz Celiloğlu jako kapitan Faruk[5]
- Gulcin Kultur Sahin jako Hatice[5]
- Ferit Kaya jako Ali[5]
- Serhan Onat jako Meydancı Selim[5]
- Emre Yetim jako Ayna[5]
- Hayal Köseoğlu jako dorosła Ova[5]

## Produkcja
Cud w celi nr 7 stanowi remake koreańskiego filmu pt. 7-beon-bang-ui seon-mul z 2013 roku. Turecka wersja z 2019 roku różni się od oryginału nie tylko lokalizacją, ale także gatunkiem – podczas gdy koreańska produkcja była tragikomedią, turecka adaptacja to dramat. Scenariusz do filmu napisali Kubilay Tat oraz Özge Efendioğlu.
Zdjęcia do filmu realizowano w 2019 roku w Muğli oraz w Beykozie. Za produkcję odpowiadały firmy Lanistar Media oraz Motion Content Group.
Reżyserem był Mehmet Ada Öztekin. W zespole twórczym znaleźli się również: Hasan Özsüt (muzyka), Torben Forsberg (zdjęcia), Ruşen Dağhan (montaż), Hakan Yarkın (scenografia) oraz Ebru Kayahan (kostiumy).

## Upowszechnienie
Międzynarodowa premiera filmu odbyła się 11 października 2019 roku. Film Cud w celi nr 7 okazał się największym kinowym przebojem w Turcji w 2019 roku – w ciągu 11 miesięcy obejrzało go 4 987 815 widzów. Seanse filmu odbyły się w 880 kinach w Turcji oraz w 2 kinach w Wielkiej Brytanii. Dystrybucją zajmowała się firma CJ Entertainment Turkey.
13 marca 2020 roku film zadebiutował w mediach streamingowych na platformie Netflix.

## Odbiór

### Box office
Film osiągnął łączne przychody w wysokości 20 145 623 dolarów z kas biletowych na całym świecie. Największe wpływy – 15 756 515 dolarów – pochodziły z tureckiego rynku, podczas gdy w Niemczech film zarobił 2 085 222 dolary, a w Wielkiej Brytanii 8 596 dolarów.
W weekend otwarcia w Turcji film osiągnął przychód 1 915 939 dolarów.

### Nagrody
Turcja zgłosiła film Cud w celi nr 7 do Oscara w kategorii najlepszy film międzynarodowy, jednak nie otrzymał on nominacji.
Cud w celi nr 7 był pierwszym filmem, który podczas International İzmir Festival otrzymał aż sześć nagród.
| Nagroda                       | Kategoria                      | Nominacja                    | Wynik     | Źródło       |
| ----------------------------- | ------------------------------ | ---------------------------- | --------- | ------------ |
| SiYAD Award                   | Najlepszy dyrektor artystyczny | Hakan Yarkın                 | Nominacja | [ 14 ]       |
| International İzmir Festival  | Najlepszy film                 | Cud w celi nr 7              | Wygrana   | [ 15 ] [ 6 ] |
| International İzmir Festival  | Najlepszy reżyser              | Mehmet Ada Öztekin           | Wygrana   | [ 15 ] [ 6 ] |
| International İzmir Festival  | Najlepszy aktor                | Aras Bulut Iynemli           | Wygrana   | [ 15 ] [ 6 ] |
| International İzmir Festival  | Najlepsza aktorka dziecięca    | Nisa Sofiya Aksongur         | Wygrana   | [ 15 ] [ 6 ] |
| International İzmir Festival  | Najlepszy aktor drugoplanowy   | İlker Aksum                  | Wygrana   | [ 15 ] [ 6 ] |
| International İzmir Festival  | Najlepszy operator             | Torben Forsberg              | Wygrana   | [ 15 ] [ 6 ] |
| International İzmir Festival  | Najlepsza muzyka filmowa       | Hasan Özsüt                  | Nominacja | [ 15 ] [ 6 ] |
| International İzmir Festival  | Najlepsze efekty wizualne      | Gökçe Başgün                 | Nominacja | [ 15 ] [ 6 ] |
| International İzmir Festival  | Najlepsza aktorka              | Deniz Baysal                 | Nominacja | [ 15 ] [ 6 ] |
| International İzmir Festival  | Najlepsze kostiumy             | Ebru Kayahan                 | Nominacja | [ 15 ] [ 6 ] |
| International İzmir Festival  | Najlepszy montaż               | Ruşen Dağhan                 | Nominacja | [ 15 ] [ 6 ] |
| International İzmir Festival  | Najlepszy scenariusz           | Kubilay Tat, Özge Efendioğlu | Nominacja | [ 15 ] [ 6 ] |
| International İzmir Festival  | Najlepszy aktor drugoplanowy   | Sarp Akkaya                  | Nominacja | [ 15 ] [ 6 ] |
| International İzmir Festival  | Najlepsza aktorka drugoplanowa | Celile Toyon                 | Nominacja | [ 15 ] [ 6 ] |
| International İzmir Festival  | Najlepsza aktorka drugoplanowa | Hayal Köseoğlu               | Nominacja | [ 15 ] [ 6 ] |
| Ayakli Gazete TV Stars Awards | Najlepszy film                 | Cud w celi nr 7              | Wygrana   | [ 16 ]       |
| Ayakli Gazete TV Stars Awards | Najlepsza aktorka              | Deniz Baysal                 | Wygrana   | [ 16 ]       |
| Ayakli Gazete TV Stars Awards | Najlepszy aktor                | Aras Bulut Iynemli           | Wygrana   | [ 16 ]       |